# 220 (Dvesti Dvadsat)
«220» (Dvesti dvasdsat’, en ruso) es el segundo sencillo del tercer álbum de estudio de dúo ruso t.A.T.u, "Veseliye Ulybki”. Previamente, la canción fue lanzada como un “Bonus Track” para el primer sencillo “Beliy Plaschik”. La canción fue grabada en Moscú. El autor del sencillo es Valeriy Polienko.

## Estreno
El día 25 de abril se estrenó en la radio “Ruskiy Radio”, durante el programa matinal “«Русские перцы» (Ruskiye Pertsy), en donde las chicas llegaron a visitarlo y presentaron la nueva canción. La canción estuvo de rotación exclusiva en la radio durante ocho días.

## Versión en inglés
La versión inglesa de "220", titulada "Sparks", fue creada con la participación de Leonid Alexandrov, que estuvo trabajando en canciones para el álbum "Dangerous and Moving". La versión internacional de la canción se llama "Sparks". La canción se grabó en el estudio Permanente Waves (Los Ángeles). En su interpretación de la canción es un duro sinth-pop con elementos de pista de baile electrorock. "t.A.T.u" considera alegre a "Sparks" en comparación con la dramática versión rusa.

## Video
En la noche del 4 al 5 de junio del 2021, apareció un vídeo en YouTube-de Rusia. Como el 2 de junio de sitio del grupo, MUZ-TV y MTV-Rusia se negó a mostrar el video "220", pero previsto estreno en canales de televisión MTV (Ucrania), VIVA y MTV Polska Polska (Polonia), MAD TV (Grecia), MAD TV (Bulgaria ), Así como en algunos canales de música de Rusia [4]. Sin embargo, en julio de estreno en los MTV-Rusia tuvieron lugar. Vídeo publicado en una exclusiva en la rotación de televisión por satélite Bridges TV. Exclusivo para emitir prorrogado hasta el 17 de junio.
- Datos: Q1060968